# 郝秀山
郝秀山（1920年11月5日—2020年2月4日），男，汉族，内蒙古土默特左旗人，中华人民共和国政治人物，曾任内蒙古自治区人大常委会副主任。

## 生平
1920年11月5日（一说1919年9月）生于土默特旗万家沟帐房塔村，祖籍山西省。后移居武川县义合乡前窑子村。
1938年参加八路军。1945年抗日战争胜利后，担任武川县县长、内蒙古人民骑兵16师3团团长、内蒙古军区政治部组织科长等职务。1949年10月中华人民共和国成立后，历任绥远省民族事务委员会办公室主任、绥远省农林厅畜牧局局长（1952年－1954年）、内蒙古自治区水利厅副厅长、内蒙古自治区农业委员会副主任、中共乌兰察布盟委副书记等职务。
文化大革命期间遭到迫害。1972年恢复工作，历任内蒙古水利局局长，中共呼和浩特市委第一书记、革委会主任，包头市委第一书记、革委会主任、军分区第一政治委员等职务。
1980年3月，任内蒙古自治区人民政府常务副主席，分管财政、计划、教育、卫生等部门的工作。1983年4月，当选内蒙古自治区人大常委会副主任。1986年1月，任中共内蒙古自治区顾问委员会副主任。1988年5月，接替王铎担任主任。1996年10月离休。
2020年2月4日在呼和浩特逝世。6月20日上午举行遗体告别仪式。

## 轶事
1983年2月28日上午，时任内蒙古自治区人民政府副主席陈炳宇和郝秀山出差从集宁市乘车返回呼和浩特市途中，看见一辆吉普车翻倒在路旁。他们立即叫司机停车，把翻了的车推起来，救出了压在下边的人。

## 延伸阅读
- 中共内蒙古自治区委员会党史研究室 (编). . 北京: 中共党史出版社. 2018. ISBN 978-7-5098-4617-9.